# Aeropuerto Internacional de Marsa Alam
El Aeropuerto Internacional de Marsa Alam (IATA: RMF, OACI: HEMA) es un aeropuerto en Marsa Alam, Egipto. En respuesta al incremento de demanda de viajeros europeos a este destino del Mar Rojo, así como muchos otros aeropuertos de la zona como el Aeropuerto Internacional de Sharm el-Sheikh en Sharm el-Sheikh, Marsa Alam cuenta desde hace poco con aeropuerto internacional. Fue inaugurado el 16 de octubre de 2003.
El Aeropuerto Internacional de Marsa Alam es propiedad privada y está gestionado por EMAK Marsa Alam for Management & Operation Airports, una filial del Grupo M.A. Al-Kharafi de Kuwait. El Aeropuerto Internacional de Marsa Alam está dirigido por Aéroports de Paris.
Actualmente, el aeropuerto puede atender a 600 pasajeros por hora. En el futuro, el aeropuerto será capaz de atender a 2.500 pasajeros por hora. 
En 2008, el aeropuerto atendió a 819.885 pasajeros (+27.5% vs. 2007).

## Aerolíneas y destinos
| Aerolíneas              | Destinos                                                                                  |
| ----------------------- | ----------------------------------------------------------------------------------------- |
| Albastar                | Milán-Bergamo, Milán-Malpensa, Verona                                                     |
| BH Air                  | Milán-Malpensa, Verona                                                                    |
| Condor                  | Fráncfort, Múnich, Stuttgart                                                              |
| EgyptAir Express        | Cairo Estacional: Luxor, Sharm el-Sheikh                                                  |
| Jazeera Airways         | Kuwait                                                                                    |
| Mistral Air             | Milán-Malpensa                                                                            |
| Neos                    | Bolonia, Milán-Malpensa, Verona                                                           |
| NordStar                | Estacional: Krasnoyarsk, Moscú-Domodedovo, Norilsk                                        |
| Transavia.com           | Ámsterdam                                                                                 |
| Travel Service Airlines | Varsovia                                                                                  |
| TUI Airlines Nederland  | Ámsterdam                                                                                 |
| TUI Airways             | Estacional: Birmingham [comienza el 24 de noviembre de 2011], Londres-Gatwick, Mánchester |
| TUI fly Belgium         | Bruselas                                                                                  |
| TUIfly                  | Fráncfort, Múnich, Stuttgart Estacional: Dusseldorf, Hannover                             |

## Estadísticas
Ver fuente y consulta Wikidata.